# Giorgina Saffi
Giorgina Craufurd Saffi (Firenze, 1827 – Forlì, 1911) è stata una patriota e scrittrice italiana, conosciuta per la sua adesione alle idee mazziniane, oltre che esponente del femminismo risorgimentale italiano.

## Biografia
Giorgina nacque l'11 ottobre 1827 a Firenze dallo scozzese Sir John Craufurd, funzionario del Commissariato britannico per le Isole Ionie, e della nobile inglese Sophia Marianna Churchill (della stessa famiglia da cui nascerà poi Winston Churchill), molto attiva tra i gruppi inglesi che appoggiavano l'unificazione italiana, anche perché vicina alle idee mazziniane. 
L'incontro con Giuditta Sidoli contribuì definitivamente ad avvicinare Giorgina alle posizioni di Mazzini.
Tra i patrioti italiani, Giorgina conobbe (nel 1851) e poi sposò (nel 1857), contro il volere del proprio padre, Aurelio Saffi, l'erede politico di Mazzini. Con Aurelio, Giorgina collaborava e discuteva di temi culturali, politici e sociali.
Mazzini le si rivolse per raccogliere fondi per finanziare i suoi progetti insurrezionali. Giorgina Saffi, inoltre, prese parte al Partito d'azione e, nel 1860, si diede ad organizzarne il ramo femminile, con Laura Solera, Elena Casati e Sara Levi Nathan.
Dopo l'unità d'Italia, divenne presidente della società di mutuo soccorso femminile di Forlì che diede vita ad un giardino d'infanzia d'avanguardia, per quell'epoca.
Giorgina Saffi elaborò un suo pensiero sull'emancipazione femminile e collaborò lungamente al periodico La Donna.
Nel 1875 aderì alla campagna di Josephine Butler contro la prostituzione. 
Rimasta vedova, dedicò gli ultimi anni della sua vita a riorganizzare e pubblicare gli scritti del marito.
Aurelio e Giorgina ebbero quattro figli: Giuseppe Attilio (1858-1923); Giovanni Emilio (1861-1930), che sposò la francese Maria Gosme; Carlo Balilla (1863-1896); Rinaldo (1868-1929), che sposò Maria Fortis, figlia di Alessandro Fortis.

## Opere
- Pensieri di una madre, Tipografia democratica, Forlì 1876(?)
- La legge morale e le leggi umane, Tip. del Commercio di M. Visentini, Venezia 1876
- Necrologio di Giorgina Saffi per la morte del marito Aurelio Saffi, Tip. lit. Democratica, Forlì 1890
- Sacro ricordo di Aurelio Saffi. Offerto alle madri italiane da Giorgina Saffi, Tip. Lit. Democratica, Forlì 1900(?)